# Elliot Lovegood Grant Watson
Elliot Lovegood Grant Watson (Staines, Middlesex, Reino Unido, 14 de junho de 1885 - 1970) foi um biólogo, escritor e místico britânico. 
Era filho mais velho de Reginald Grant Watson, cavalheiro, e sua esposa Lucy, née Fuller. 
O filho mais jovem morreu em 1899, logo após o pai. A mãe de um fanático darwinista-dedicado a sua vida ao seu primeiro-nascido. Ele foi educado na Escola Bedales, Petersfield, e Trinity College, Cambridge (BA, 1909), graduando com honras de primeira classe em ciências naturais.